# Vlasov-vergelijking
De vlasov-vergelijking, genoemd naar de Russische natuurkundige Anatoly Alexandrovich Vlasov, is een van de fundamentele vergelijkingen in onder meer de plasmafysica. Het is een boltzmann-vergelijking zonder botsingsterm, die de verdeling beschrijft van deeltjes die geen wisselwerking door botsingen met naburige deeltjes hebben, maar elkaar collectief beïnvloeden, zoals de geladen deeltes in een plasma (zie debyelengte). 
Deze verdeling wordt gegeven door de dichtheidsfunctie {\displaystyle f(\mathbf {x} ,\mathbf {v} ,t)} die voldoet aan de vlasov-vergelijking.
De banen van elektronen en ionen worden bepaald door de elektrische ({\displaystyle E}) en magnetische ({\displaystyle B}) velden die de deeltjes zelf veroorzaken. De vlasov-vergelijking voor elektronen is
{\displaystyle {\frac {\partial f}{\partial t}}+\mathbf {v} \cdot {\frac {\partial f}{\partial \mathbf {x} }}+{\frac {e}{m}}(E+\mathbf {v} \times B)\cdot {\frac {\partial f}{\partial \mathbf {v} }}=0},
waarin {\displaystyle e} en {\displaystyle m} de lading en massa van het elektron zijn. De ladings- en stroomdichtheid van de elektronen zijn
{\displaystyle q=e\int f\,{\rm {d}}v}
en
{\displaystyle J=e\int vf\,{\rm {d}}v}
Voor ionen gelden analoge vergelijkingen. Een compleet stelsel vergelijkingen voor een plasma bestaat uit vlasov-vergelijkingen voor elektronen en ionen, aangevuld met de maxwell-vergelijkingen met als brontermen de som van de {\displaystyle q}'s en {\displaystyle J}'s.

## Relativistische vergelijking
Bij zeer hoge temperatuur, zodat de snelheid van veel elektronen in de buurt van de lichtsnelheid ligt, moet de relativistische versie van de vlasov-vergelijking gebruikt worden voor de verdelingsfunctie {\displaystyle f(x,p,t)}
{\displaystyle \partial _{t}f+v\cdot \partial _{x}f+e(E+v\times B)\cdot \partial _{p}f=0}
waarin
{\displaystyle v={\frac {p}{m\gamma }},\quad \gamma ={\sqrt {1+(p/mc)^{2}}}={\frac {1}{\sqrt {1-(v/c)^{2}}}}}
Daarin is {\displaystyle \gamma } de lorentzfactor.